# Приморский (Калачёвский район)
Приморский — хутор в Калачёвском районе Волгоградской области. Административный центр Приморского сельского поселения.
Основан в 1962 году.
Население — 159ч(2025)

## История
Основан как усадьба еврейского колхоза «Сталиндорф», образованного в 1930 году. Первыми колхозниками были евреи, «преимущественно бывшие торговцы», то есть «лишенцы» — всего 28 семей. Для обучения евреев, никогда не занимавшихся сельским хозяйством, в состав колхоза приняли одного русского крестьянина. Постепенно количество еврейских семейств в колхозе снижалось — они получили необходимые подтверждения того, что теперь занимаются производительным трудом, и покинули колхоз. К зиме 1930-31 года в колхозе осталось всего 6-7 еврейских семей. Дальнейшее развитие хозяйства происходило за счет привлечение русских крестьян‑субботников, изначально происходивших из различных приволжских сел. Субботников как «близко стоящих к евреям по вероисповеданию» (как сформулировано в докладной записке о состоянии колхоза) старалось привлекать еврейское руководство колхоза. К 1936 году число хозяйств достигло 94, из них еврейских — 7, остальные — субботники.
В 1942 году хутор был оккупирован. В период оккупации немцы расстреляли 10 еврейских семей, проживавших в хуторе.
Первоначально хутор располагался западнее, ближе к Дону. При строительстве Цимлянского водохранилища хутор попал в зону затопления и был перенесён на современное место. Указом Президиума Верховного Совета РСФСР от 12 февраля 1962 года хутор Сталиндорф переименован в хутор Приморский

## Общая физико-географическая характеристика
Хутор расположен в степной зоне в пределах Ергенинской возвышенности, относящейся к Восточно-Европейской равнине, у восточного берега Цимлянского водохранилища, на высоте около 50 метров над уровнем моря. Рельеф местности равнинный, имеет общий уклон по направлению к водохранилищу. Почвы каштановые солонцеватые и солончаковые.
Географическое положение
По автомобильным дорогам расстояние до областного центра города Волгограда составляет 84 км, до районного центра города Калач-на-Дону — 52 км.
Климат
Климат умеренный континентальный с жарким и засушливым летом и малоснежной, иногда с большими холодами, зимой. Согласно классификации климатов Кёппена климат характеризуется как влажный континентальный (индекс Dfa). Температура воздуха имеет резко выраженный годовой ход. Среднегодовая температура положительная и составляет + 8,5 °С, средняя температура января −6,9 °С, июля +23,9 °С. Расчётная многолетняя норма осадков — 377 мм, наибольшее количество осадков выпадает в декабре (39 мм) и июне (40 мм), наименьшее в марте (23 мм).
Часовой пояс
Приморский, как и вся Волгоградская область, находится в часовой зоне МСК (московское время). Смещение применяемого времени относительно UTC составляет +3:00.

## Население
| 2010 |
| ---- |
| 497  |